# Repubblica del Congo ai Giochi della XVIII Olimpiade
La Repubblica del Congo partecipò ai Giochi della XVIII Olimpiade, svoltisi a Tokyo dal 10 al 24 ottobre 1964, con due atleti: Henri Elendé, che gareggiò nel salto in alto, e Léon Yombe, che corse gli 800 metri. Per la nazione africana, a quattro anni dal conseguimento dell'indipendenza, fu la prima partecipazione olimpica.